# Adelia membranifolia
Adelia membranifolia là một loài thực vật có hoa trong họ Đại kích. Loài này được (Müll.Arg.) Chodat & Hassl. mô tả khoa học đầu tiên năm 1905.